# Perilampomyia
Perilampomyia is een geslacht van vliesvleugeligen uit de familie Pteromalidae. De wetenschappelijke naam van dit geslacht is voor het eerst geldig gepubliceerd in 1916 door Girault.

## Soorten
Het geslacht Perilampomyia omvat de volgende soorten:
- Perilampomyia aeschyli Girault, 1931
- Perilampomyia notatifrons Girault, 1916